# Heron City

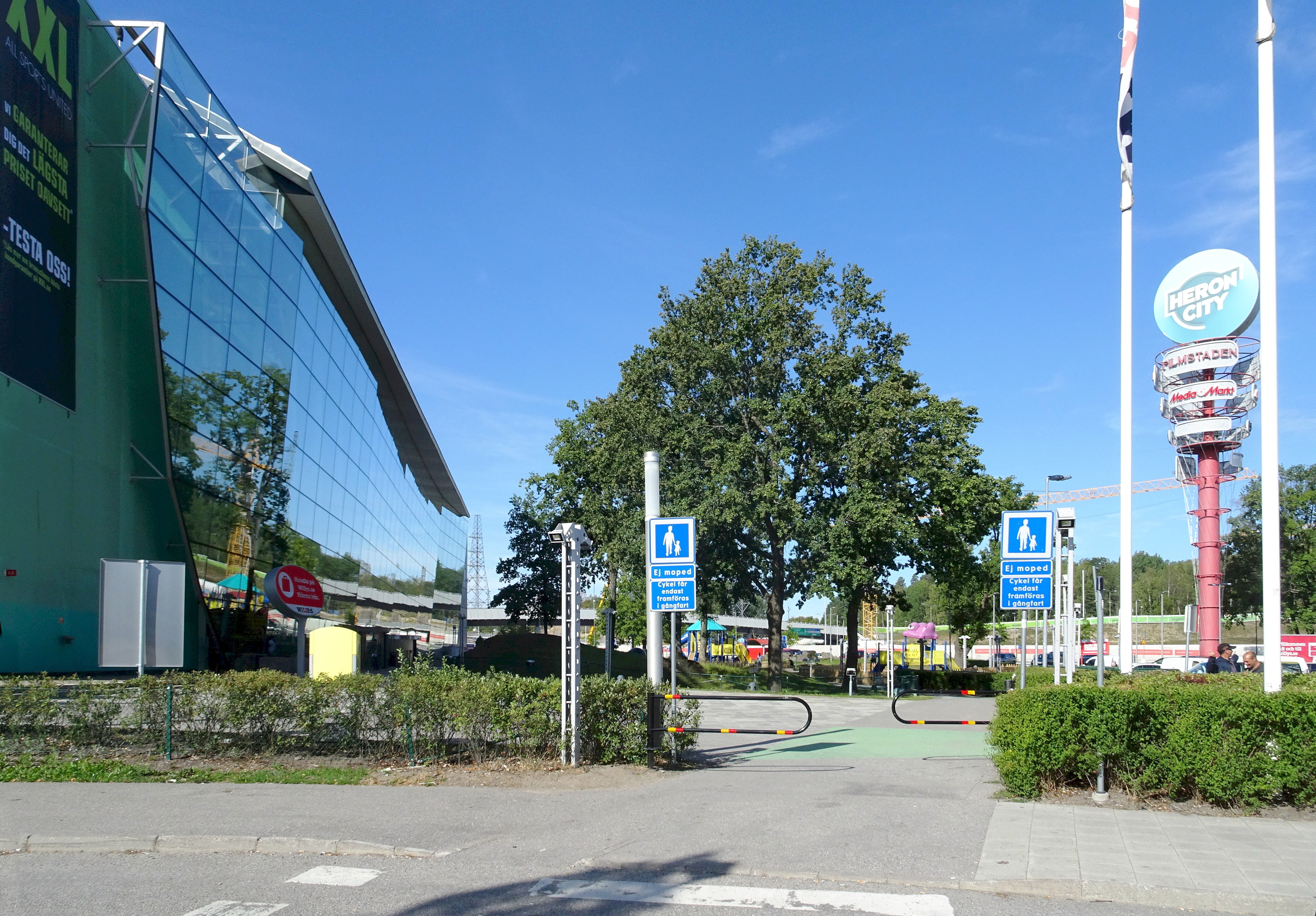
Heron City i augusti 2018.

Heron City är ett stort shopping- och nöjescentrum beläget i Kungens kurva i Huddinge kommun. Fastighetsägaren var ursprungligen Heron International med huvudkontor i London. I mars 2011 förvärvades Heron City av Niam IV som i september 2016 sålde anläggningen till ett bolag som ägs av trion Varma, CapMan Nordic Real Estate och Cavendo. Tidningen Fastighetsvärlden uppgav köpeskillingen till 930 miljoner kronor.

## Bakgrund
Bakom Heron City stod ursprungligen fastighetsmagnaten Gerald Ronsons företag Heron International. I slutet på 1980-talet satt Ronson efter en av Storbritanniens största finansskandaler (det så kallade Guinness-aktiebedrägeriet) 12 månader i fängelse och räddades ekonomiskt av bland andra  Bill Gates och Rupert Murdoch. Därefter har han återuppbyggt sitt imperium. Åren 1999–2001 lät han uppföra nöjespalatset Heron City i Stockholm. Liknande anläggningar lät han bygga i Valencia, Lille och Lissabon. Satsningen i Stockholm kostade nästan en miljard kronor. Till Ronsons fastighetsinnehav hör även skyskrapan Heron Tower i London som stod klar år 2008. Det blev Londons högsta byggnad och kronan i moderbolaget Heron Internationals byggimperium.

## Anläggningen
Den 46 000 m² stora anläggningen i Huddinge ritades 1998 av Claes Dahlgren arkitektkontor och öppnade i februari 2001. Redan från början sades också att Heron City, med plats för 10 000 människor, inte skulle bli någon vanlig butiksgalleria utan ett "upplevelsecenter" efter konceptets engelska benämning "entertainment center". Huvudattraktionen blev Nordens största multibiograf med 18 salonger som innehåller totalt 4 166 platser. Biografen drevs till en början av amerikanska AMC Entertainment International inc (American Multi-Cinema). Anläggningen i Heron City skulle bli den första i raden av biografsatsningar i Sverige. Bland övriga hyresgäster märks O'Learys, ett nöjescentrum med 20 bowlingbanor, träningskedjan SATS samt restauranger med internationell matsedel. 
Biograferna såldes år 2003 till SF Bio och fick namnet Filmstaden Heron City. Även en del av nöjessatsningen ändrades och filialer till butikskedjor för hemelektronik (tyska Mediamarkt), sport, dagligvaruhandel och möbler flyttade in. 
I mars 2011 sålde Heron International Heron City för cirka 800−850 miljoner kronor till fastighetsinvesteringsbolaget NIAM som genom förvärvet har fyllt upp sin fjärde fond. I september 2016 sålde Niam fastigheten för 930 miljoner kronor till ett samriskföretag bestående av Varma, CapMan Nordic Real Estate och Cavendo. Den uthyrningsbara ytan uppgavs då till 49 400 kvadratmeter.

## Bilder

Interiör
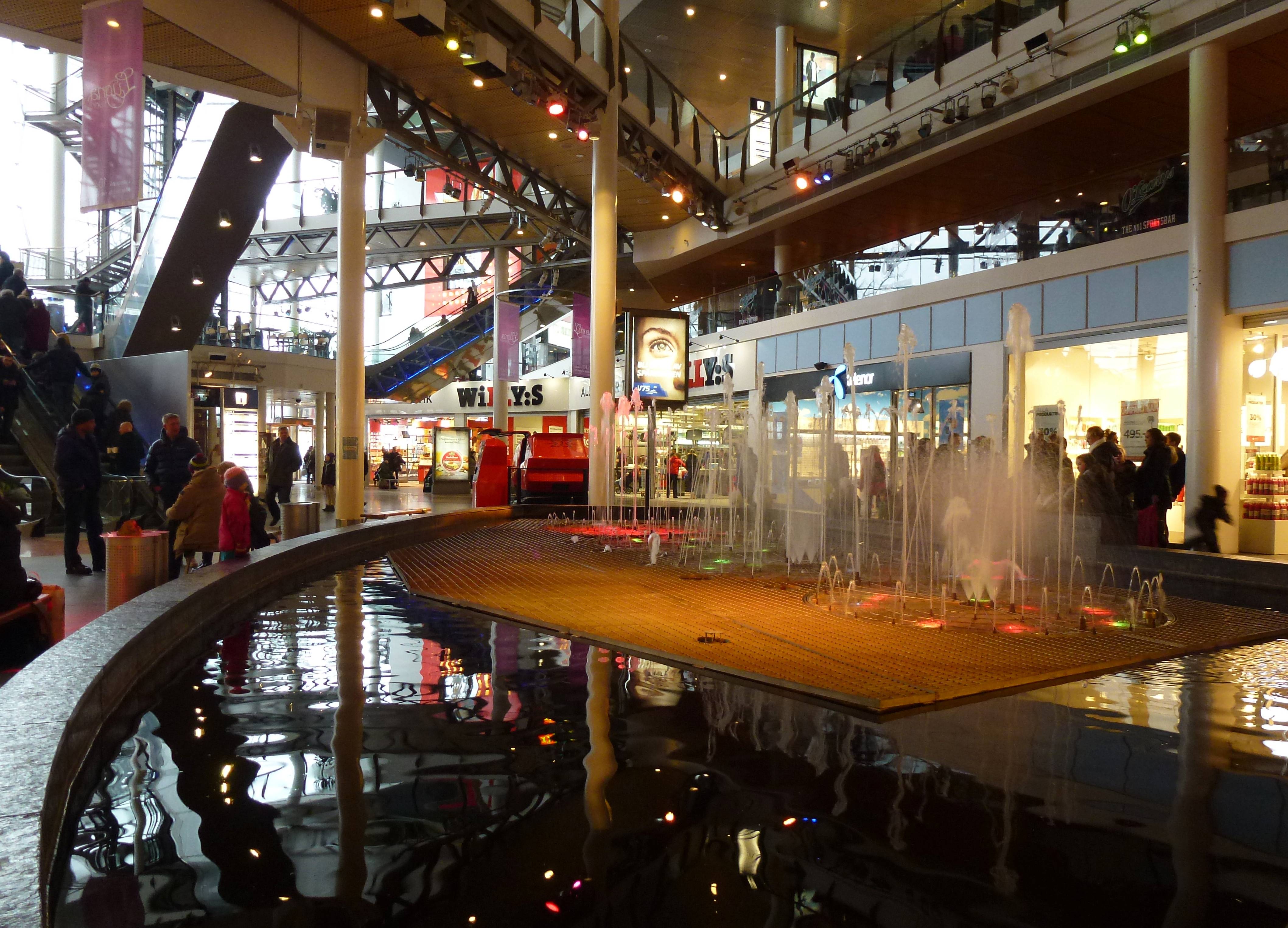
Vattenspel i entréhallen
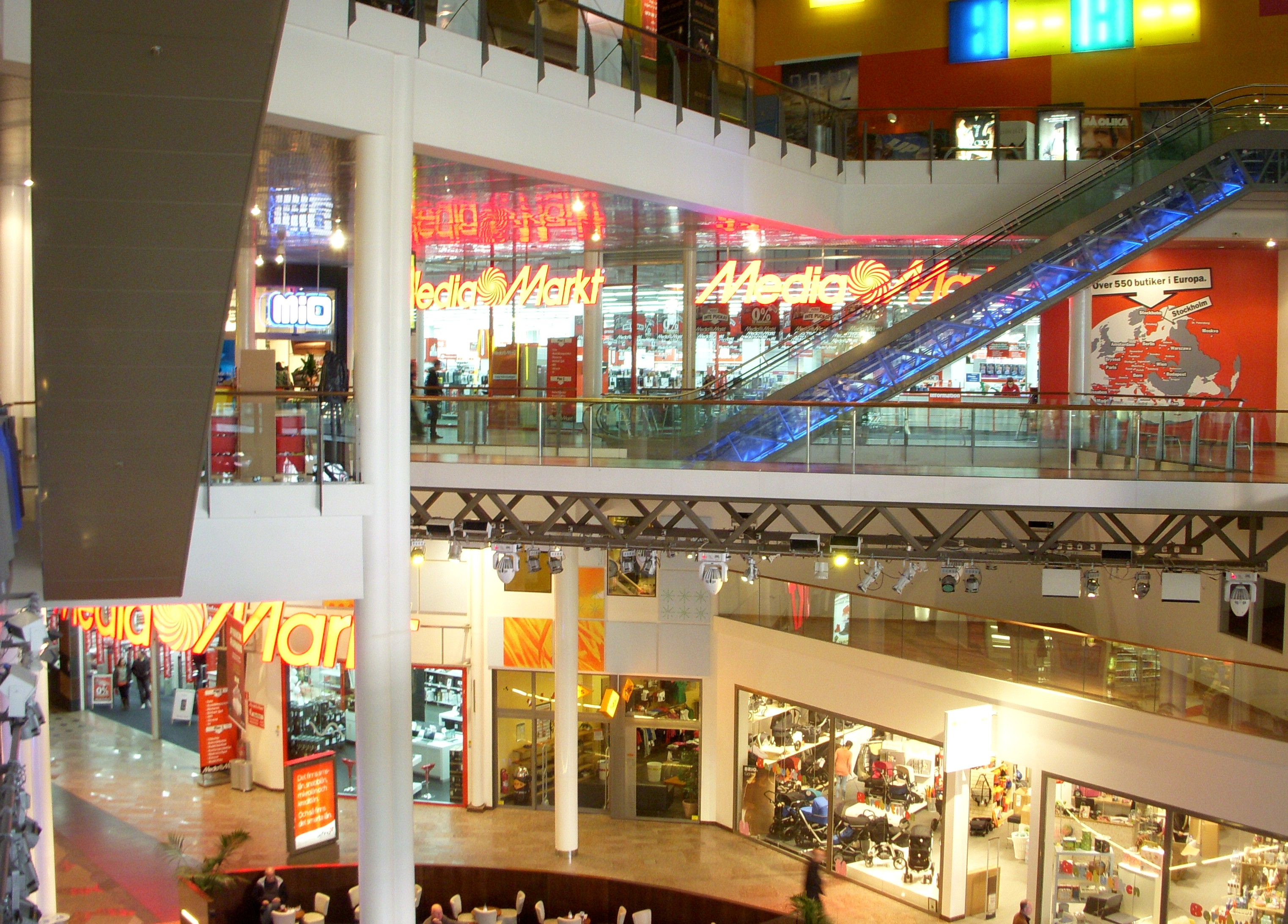
Innergården
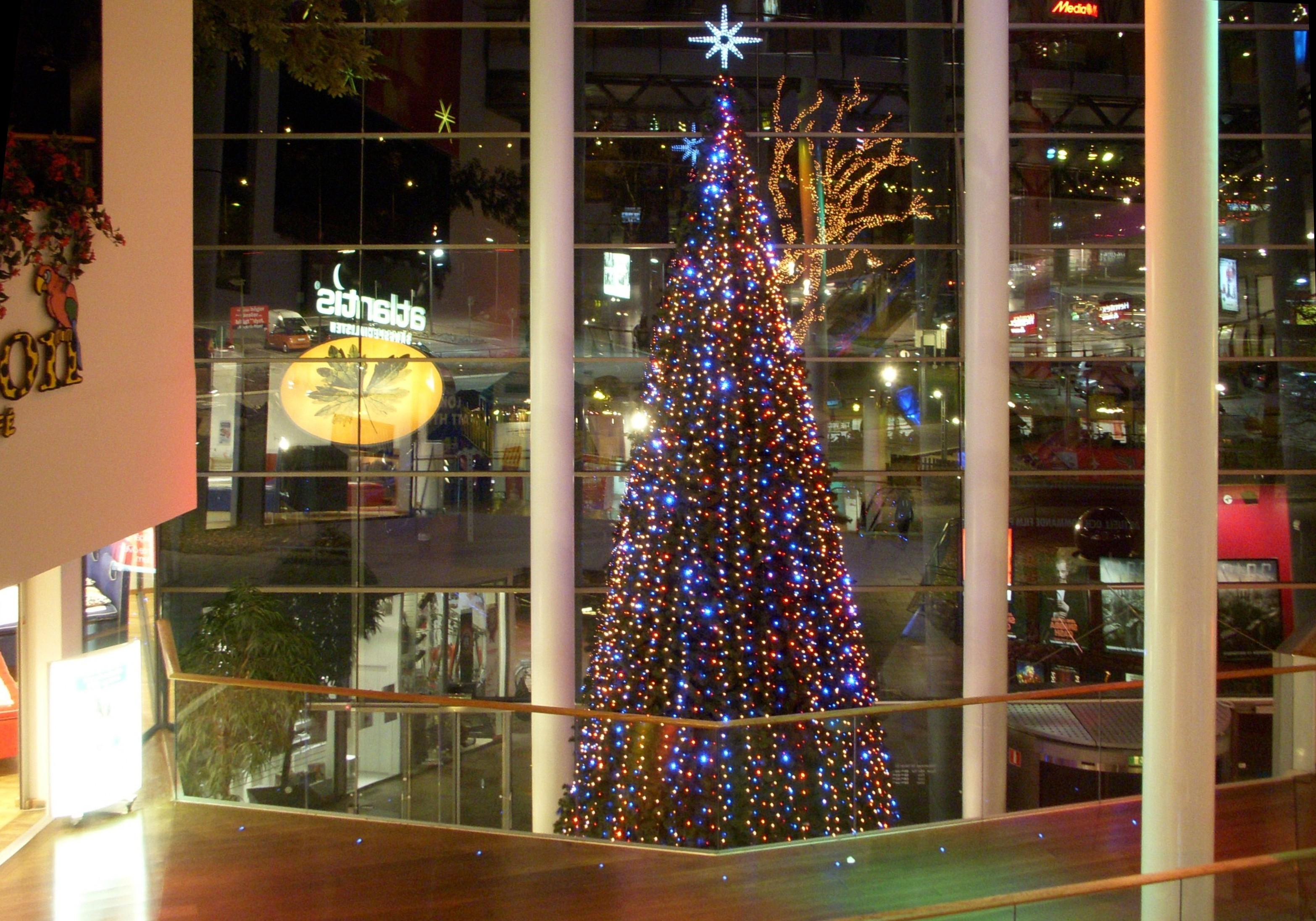
Heron City, jul 2009
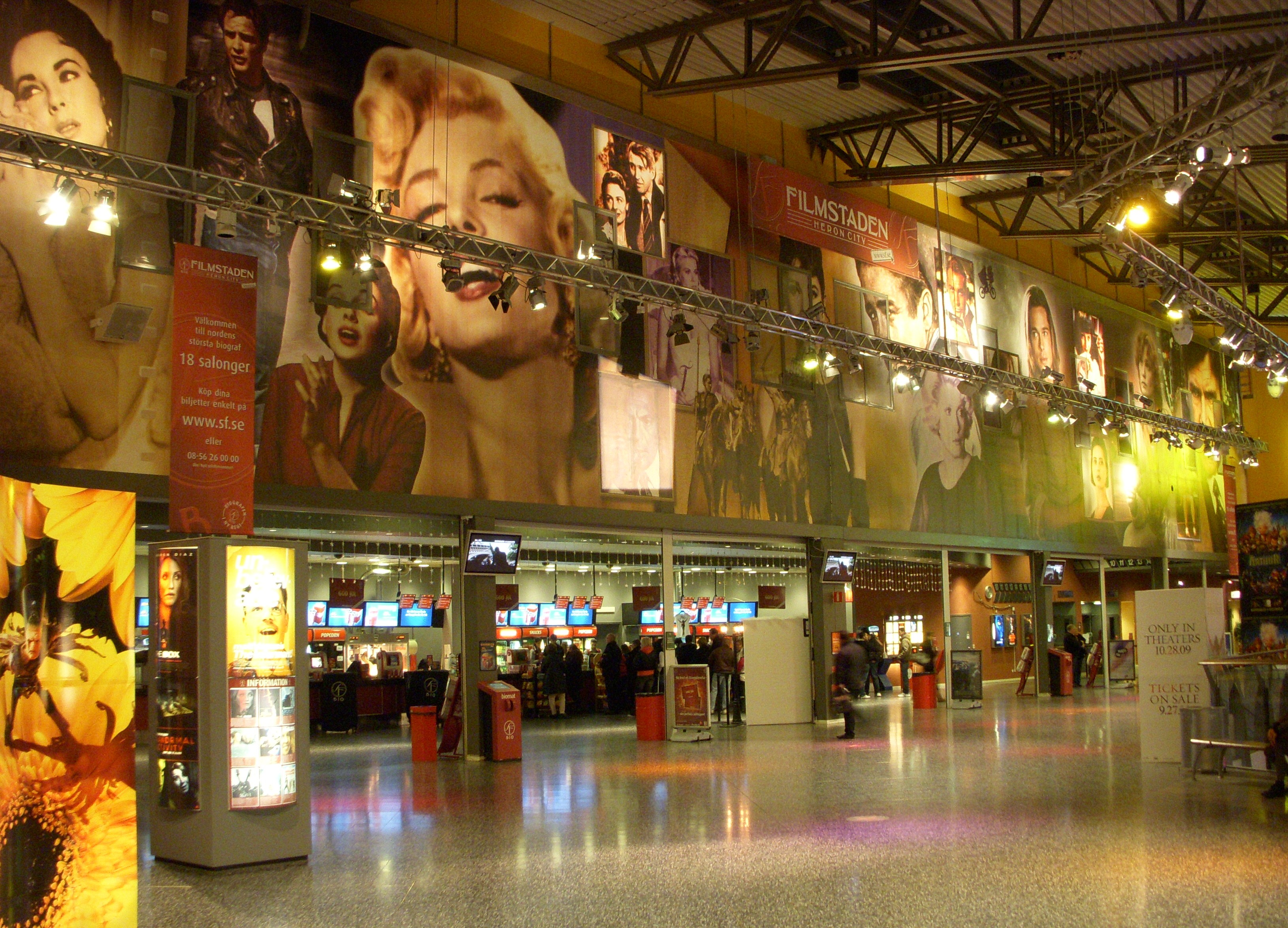
Filmstaden Heron City